# Шевченківка (Полтавський район)
Шевче́нківка — село в Україні, у Скороходівській селищній громаді Полтавського району Полтавської області. Населення становить 155 осіб. До 2015 орган місцевого самоврядування — Скороходівська селищна рада.

## Географія
Село Шевченківка знаходиться на відстані 2,5 км від сіл Рябківка, Степанівка та Іскрівка. По селу протікає пересихаючий струмок з загатою.

## Історія
12 червня 2020 року, відповідно до розпорядження Кабінету Міністрів України № 721-р «Про визначення адміністративних центрів та затвердження територій територіальних громад Полтавської області», село увійшло до складу Скороходівської селищної громади.
19 липня 2020 року, в результаті адміністративно — територіальної реформи та ліквідації Чутівського району, село увійшло до складу новоутвореного Полтавського району.